# Heterachthes integripennis
Heterachthes integripennis là một loài bọ cánh cứng trong họ Cerambycidae.